# 巴拉人
巴拉人，又稱半拉人，滿語稱為“巴拉瑪”（穆麟德轉寫：balama，「狂」）、“巴懶尼雅瑪”（穆麟德轉寫：balan niyalma，意為“狂野之人”），是原生活在黑龍江省、吉林省張廣才嶺地區（黑龍江尚志、方正、雙城、阿城、延壽、五常、通河、吉林敦化、舒蘭、蛟河、樺甸等地）的一個族群。巴拉人本是東海女真的一部，因未歸降建州女真逃入張廣才嶺的深山中，故未被編入八旗，不屬於滿洲。

## 歷史
巴拉人源於明末東海女真的窩集部。萬曆三十五年（1607年），建州女真首領努爾哈赤發動了對女真各部的統一活動。征戰中，建州以北的其餘女真各部相繼被併入八旗，成為入軍中原的主力之一。因從龍入關，巴拉人也獲得了佛滿洲（舊滿洲）的身份，後來清廷在松花江下游、黑龍江一帶原“野人女真”地區又設佐編旗，這些後融入滿洲的族群被稱為伊徹滿洲（新滿洲）。但在牡丹江上游、鏡泊湖一帶的張廣才嶺山區的一部分東海女真仍留居原地，未被編旗，不屬滿洲，亦不屬旗人，被稱為“巴拉瑪”、“巴懶尼雅瑪”，意即“狂野之人”。
因未被征服不隸旗籍，清宮檔案對於巴拉人甚少提及，只是當地旗人口中流傳着許多有關巴拉人的怪異傳說。如言巴拉人善騎射、啖生肉飲生血、能殺熊擒虎豹、祭祖時善跳鬼（萨满教祭神的一種捉鬼的活動，旗人中沒有這種活動）。
留居東北深山中的巴拉人仍以北部女真人的傳統生活方式漁獵為生，直到清末因為俄國南侵清廷開放柳條邊，大量漢人湧入張廣才嶺地區後，巴拉人才開始逐漸下山從事農業，民國後才和漢人普遍交往。直到新中國成立，巴拉人才完全脫離無戶籍的“野人”狀態，被登籍編戶，除去少部分融入漢族外，大部分的民族被認定為滿族。
今天黑龍江穆棱、寧安、吉林省東部、北部的樺甸、敦化、蛟河、舒蘭、德惠等部分縣市的地名，如：巴拉窩集、窩集口、巴拉頂子、半拉撮羅、半拉山，即巴拉人的遺存。

## 文化
相比清朝的統治族群滿洲人而言，巴拉人仍保留着許多傳統女真人的文化和習俗。
巴拉人有三種居住方式：樹屋、地窨“烏克敦”和地上房屋“納葛里”。其中以烏可敦最為獨特：烏克敦為半地穴，多依靠有泉水的山坡而築，向東開門，室內三面炕，西炕不住人，供奉祖先；此外還供奉女神“窩烈媽媽”，灶門旁供奉火神“托恩都力”的木偶。烏克敦外圍有護牆“嘎滿”，中間有一套院牆，院內一般還建有倉庫、豬圈、馬廄、還會在牆角設置狗窩。
巴拉人的生活方式以狩獵和捕魚為主，兼有採集和極少數的粗放農業；飼養的牲畜主要是狗、豬、馬。馬為騎乘動物，冬季也坐馬或狗拉的爬犁在雪地上出行；畜豬一般用於祭祖；不食狗肉，狗死後，立墳，上插柳枝。
春夏季時，巴拉人以捕捉飛禽和打魚為主，採集蕨類等野菜；秋冬方進行大型的狩獵活動，獵獲動物後由阿布達（獵長）進行薩滿教儀式祭祀獵神“班達瑪發”之後，才能用馬爬犁拉回駐地，與同一氏族的人均分。
巴拉人還保留了滿族宮廷宴席樂舞“莽式”的民間形態，在每年春季的祭天、祭山的薩滿儀式後，男女青年徹夜跳莽式舞。舞時赤膊披髮，故又名“野人舞”。
歷經清朝和民國的漢化，滿族的口傳文學“說部”多已湮滅，而巴拉人則相對保留了較多說部的傳誦。“小莫爾根傳奇”、“東海窩集”等滿族重要說部均是由巴拉人傳承下來的。

## 語言
巴拉語屬於阿爾泰語系滿-通古斯語族的南滿通古斯語支，一些與滿洲人或漢人有交往的巴拉人也用滿文或漢文記錄過族譜。因為下山後居住分散，巴拉語已於20世紀80年代滅絕。目前巴拉人被中華人民共和國認定為滿族的一支，通用漢語東北官話。

## 宗教
主要信仰薩滿教，相信萬物有靈，山、泉、狐、黃鼠狼、貂、虎、樺樹、石頭等皆可為神。
巴拉人的薩滿信仰與滿洲人有一定區別：滿洲人樹立神桿（“索伦杆”），巴拉人類似，但是以柳樹代替。巴拉人盛行偶像崇拜，所供奉的神皆雕刻人偶。滿洲人供奉的祖先神為佛頭媽媽，而巴拉人供奉的祖先神則是烏什哈媽媽（北斗星神），相傳烏什哈媽媽曾指引巴拉人逃離滿洲軍隊的圍剿。
巴拉人的神分為三個等級，最高級為天神、日神、月神，較低一級為恩都力，最低一級為付其庫。傳統的巴拉人認為佛教、道教、天主教等宗教的神明只屬於付其庫一級。

### 引用
1. 1 2  Hölzl, Andreas. . Language documentation and description. 2020, 19: 162–170. ISSN 1740-6234. doi:10.25894/ldd76. eISSN 2756-1224.
2. ↑  唐戈编.满-通古斯语言与文学宗教研究[M].北京：民族出版社.2008:357.
3. ↑  周惠泉著.满族说部口头传统研究[M].长春：长春出版社.2016:76-77.
4. 1 2  穆晔骏.巴拉语[J].满语研究.1987,(2)：2-31+128:2
5. ↑  敦化市政协文史资料委员会.敦化文史资料 第7辑[M].1990:58-59
6. ↑  邵汉明主编.满族古老记忆的当代解读[M].长春：长春出版社.2012:279.
7. ↑  李德洙主编；王宏刚主编.中国民族百科全书 12 满族、朝鲜族、锡伯族、赫哲族卷[M].世界图书出版西安有限公司.2015:188.
8. ↑  庄福林著.论萨满教"神"的实质[M].长春：吉林人民出版社.2006:85.
9. ↑  穆晔骏.巴拉语[J].满语研究.1987,(2)：2-31+128.
10. ↑  穆晔骏.巴拉语[J].满语研究.1987,(2)：2-31+128:3
11. ↑  穆晔骏.巴拉语[J].满语研究.1987,(2)：2-31+128:4

### 书籍
- 穆晔骏.巴拉语[J].满语研究.1987,(2)：2-31+128.
- 张林，孙颢.长白山“巴拉人”生活与文化习俗考略[J].满族研究.2012,(2)：90-94.
- 池上二良.満洲語研究[M].汲古書院.1999.
- 唐戈编.满-通古斯语言与文学宗教研究[M].北京：民族出版社.2008.
- 李松华.宁古塔满族舞蹈述略[J].民族艺术.1990,(1)：110-122.
- 爱新觉罗瀛生.满语口语音典[M].北京：华艺出版社.2014.
- 李德洙主编；王宏刚主编.中国民族百科全书 12 满族、朝鲜族、锡伯族、赫哲族卷[M].世界图书出版西安有限公司.2015.
- 朱立春著.满族说部文本研究[M].长春：长春出版社.2016.
- 周惠泉著.满族说部口头传统研究[M].长春：长春出版社.2016.
- 张丽红著.满族说部的萨满女神神话研究[M].北京：中国社会科学出版社.2016.
- 高荷红著.口述与书写 满族说部传承研究[M].广州：暨南大学出版社.2017.
- 夏征农，陈至立主编.大辞海 民族卷[M].上海：上海辞书出版社.2012.
- 王季平总纂；吉林省地方志编纂委员会编纂；汪玢玲（卷）主编.吉林省志 卷46 民俗志[M].长春：吉林人民出版社.1992.
- 傅英仁口述.傅英仁满族故事 上[M].哈尔滨：黑龙江人民出版社.2006.
- 谷长春主编.尼山萨满传 上[M].长春：吉林人民出版社.2007.